# Гюнтер-Пауль Графе
Гюнтер-Пауль Графе (нім. Günther-Paul Grave; 13 липня 1917, Магдебург — 16 жовтня 1943, Атлантичний океан) — німецький офіцер-підводник, оберлейтенант-цур-зее крігсмаріне.

## Біографія
3 квітня 1937 року вступив на флот. З липня 1939 року служив на борту лінкора «Шарнгорст». В квітні-листопаді 1940 року пройшов курс підводника. З 14 грудня 1940 року — 2-й вахтовий офіцер на підводному човні U-71. В листопаді-грудні 1941 року пройшов курс командира човна. З 20 січня по 14 листопада 1942 року — командир U-56, з 7 січня 1943 року — U-470. 28 вересня 1943 року вийшов у свій перший і останній похід. 16 жовтня U-470 був потоплений в Північній Атлантиці південно-східніше мису Фарвель (58°20′ пн. ш. 29°20′ зх. д.) глибинними бомбами трьох британських бомбардувальників «Ліберейтор». 2 членів екіпажу були врятовані, 46 (включаючи Графе) загинули.

## Звання
- Кандидат в офіцери (3 квітня 1937)
- Морський кадет (21 вересня 1937)
- Фенріх-цур-зее (1 травня 1938)
- Оберфенріх-цур-зее (1 липня 1939)
- Лейтенант-цур-зее (1 листопада 1939)
- Оберлейтенант-цур-зее (1 вересня 1941)